# Flådestation
 Denne artikel omhandler overvejende eller alene danske forhold. Hjælp gerne med at gøre artiklen mere almen.
En flådestation er hjemsted for et lands maritime enheder til forsvarsmæssige formål.
Her bliver administration og ledelse af eskadrer, skibe, forsyninger, eventuelle uddannelsesmæssige forhold iværksat og udført.
En marinestation er en mindre enhed, hvor der rent principielt ikke behøver at være skibe. 

## Danmark
Der er to flådestationer i Danmark:
- Flådestation Frederikshavn
- Flådestation Korsør

Flådestationerne fortsætter fra 2007 som de fysiske rammer for de Operative Logistiske Støttecentre (OPLOG), som er placeret på flådestationerne i Korsør og Frederikshavn og som skal udføre den logistiske støttevirksomhed til søværnet.

### Danske marinestationer
For eksempel findes der en marinestation på Møn, og den ligger inde i landet. Der er 6 marinestationer i Danmark:
- Marinestation København (Holmen)
- Marinestation Kongsøre
- Marinestation Møn
- Marinestation Århus
- Marinestation Lyngsbæk
- Marinestation Esbjerg

Hertil kommer Marinestation Grønnedal på Grønland.